# Maria Bakalova
Maria Valcheva Bakalova (em búlgaro:  Мария Бакалова; Burgas, 4 de junho de 1996) é uma atriz búlgara. Ela ganhou reconhecimento por interpretar Tutar Sagdiyev no mocumentário Borat Subsequent Moviefilm (2020), pelo qual recebeu indicações ao Globo de Ouro de melhor atriz em comédia ou musical e aos Oscar, BAFTA, Screen Actors Guild e Critics' Choice, todos na categoria de melhor atriz coadjuvante, vencendo este último, tornando-se a primeira búlgara indicada aos prêmios supracitados.

## Início de vida
Bakalova nasceu em Burgas, Bulgária. Ela começou a praticar canto e flauta aos seis anos de idade. Bakalova formou-se em teatro na Escola Nacional de Artes em Burgas. Ela também estudou interpretação na Academia Nacional de Teatro e Artes Cinematográficas Krastyo Sarafov, em Sófia, formando-se em 2019.

## Carreira
Bakalova começou sua carreira atuando em filmes búlgaros, incluindo Transgression (2018) e Last Call (2020).
Ela foi escalada para o papel de Tutar no mocumentário Borat Subsequent Moviefilm, a filha do repórter cazaque Borat Sagdiyev. Embora tenha sido inicialmente creditada como Irina Nowak, mais tarde seu envolvimento no projeto foi revelado. O ator búlgaro Julian Kostov a colocou em contato com a diretora de elenco Nancy Bishop para o papel. Críticos como Matt Fowler, da IGN, elogiaram o desempenho de Bakalova no filme. O crítico de cinema da Los Angeles Times Justin Chang descreveu o desempenho de Bakalova como "fantástico", elogiando sua interpretação da jornada de sua personagem "com energia louca e comovente convicção".
Em novembro de 2020, foi relatado que Bakalova havia sido contratada pela Creative Artists Agency.

## Filmografia

### Cinema
| Ano  | Título                          | Papel                 | Diretor                          | Notas          |
| ---- | ------------------------------- | --------------------- | -------------------------------- | -------------- |
| 2017 | XIIa                            | Milena                | Magdalena Ralcheva               | Primeiro filme |
| 2018 | Angels                          | Angela                | Lachezar Petrov                  |                |
| 2018 | Трансгресия                     | Yana                  | Val Todorov                      |                |
| 2019 | Due to Unforeseen Circumstances | Garota no táxi        | Peter Chiviyski                  |                |
| 2019 | Dream_Girl                      | Dream_Girl            | Peter Chiviyski                  |                |
| 2019 | Bashtata                        | Valentina             | Kristina Grozeva Petar Valchanov |                |
| 2020 | Last Call                       | Alexandra             | Ivaylo Penchev                   |                |
| 2020 | Borat Subsequent Moviefilm      | Tutar Sagdiyev        | Jason Woliner                    |                |
| 2021 | Жените наистина плачат          | Sonja                 | Vesela Kazakova                  |                |
| 2022 | The Bubble                      | Anika                 | Judd Apatow                      |                |
| 2022 | Bodies Bodies Bodies            | Bee                   | Halina Reijn                     |                |
| 2023 | Guardians of the Galaxy Vol. 3  | Cosmo, o Cão Espacial | James Gunn                       |                |

### Televisão
| Ano  | Título   | Papel | Notas       |
| ---- | -------- | ----- | ----------- |
| 2015 | Tipichno | Maria | 4 episódios |

## Prêmios e indicações
| Ano  | Prêmio                                            | Categoria                                   | Trabalho                   | Resultado |
| ---- | ------------------------------------------------- | ------------------------------------------- | -------------------------- | --------- |
| 2018 | AltFF Alternative Film Festival                   | Melhor Atriz                                | Transgression              | Venceu    |
| 2018 | Queen Palm International Film Festival            | Melhor Atriz                                | Transgression              | Indicado  |
| 2021 | Alliance of Women Film Journalists                | Melhor Atriz Coadjuvante                    | Borat Subsequent Moviefilm | Indicado  |
| 2021 | Alliance of Women Film Journalists                | Most Daring Performance Award               | Borat Subsequent Moviefilm | Venceu    |
| 2021 | Austin Film Critics Association                   | Melhor Atriz Coadjuvante                    | Borat Subsequent Moviefilm | Indicado  |
| 2021 | BAFTA                                             | Melhor Atriz Coadjuvante                    | Borat Subsequent Moviefilm | Indicada  |
| 2021 | Boston Online Film Critics Association Awards     | Melhor Atriz Coadjuvante                    | Borat Subsequent Moviefilm | Venceu    |
| 2021 | Associação de Críticos de Cinema de Chicago       | Melhor Atriz Coadjuvante                    | Borat Subsequent Moviefilm | Venceu    |
| 2021 | Associação de Críticos de Cinema de Chicago       | Artista Mais Promissor                      | Borat Subsequent Moviefilm | Indicado  |
| 2021 | Chicago Indie Critics                             | Melhor Atriz Coadjuvante                    | Borat Subsequent Moviefilm | Venceu    |
| 2021 | Columbus Film Critics Association                 | Melhor Atriz Coadjuvante                    | Borat Subsequent Moviefilm | Indicado  |
| 2021 | Critics' Choice Movie Awards                      | Melhor Atriz Coadjuvante                    | Borat Subsequent Moviefilm | Venceu    |
| 2021 | Denver Film Critics                               | Melhor Atriz Coadjuvante                    | Borat Subsequent Moviefilm | Indicado  |
| 2021 | Detroit Film Critics Society                      | Melhor Atriz Coadjuvante                    | Borat Subsequent Moviefilm | Indicado  |
| 2021 | Florida Film Critics Circle                       | Melhor Atriz Coadjuvante                    | Borat Subsequent Moviefilm | Venceu    |
| 2021 | Florida Film Critics Circle                       | Breakout Award                              | Borat Subsequent Moviefilm | Indicado  |
| 2021 | Georgia Film Critics Association                  | Melhor Atriz Coadjuvante                    | Borat Subsequent Moviefilm | Indicado  |
| 2021 | Gold Derby Awards                                 | Melhor Atriz Coadjuvante                    | Borat Subsequent Moviefilm | Indicado  |
| 2021 | Gold Derby Awards                                 | Melhor Performance Revelação                | Borat Subsequent Moviefilm | Venceu    |
| 2021 | Globo de Ouro                                     | Melhor Atriz em Cinema - Comédia ou Musical | Borat Subsequent Moviefilm | Indicado  |
| 2021 | Greater Western New York Film Critics Association | Melhor Atriz Coadjuvante                    | Borat Subsequent Moviefilm | Indicado  |
| 2021 | Houston Film Critics Society                      | Melhor Atriz Coadjuvante                    | Borat Subsequent Moviefilm | Venceu    |
| 2021 | Indiana Film Journalists Association Awards       | Melhor Atriz Coadjuvante                    | Borat Subsequent Moviefilm | Venceu    |
| 2021 | Indiana Film Journalists Association Awards       | Breakout of the Year                        | Borat Subsequent Moviefilm | Venceu    |
| 2021 | Kansas City Film Critics Circle                   | Melhor Atriz Coadjuvante                    | Borat Subsequent Moviefilm | Indicado  |
| 2021 | London Film Critics' Circle                       | Melhor Atriz Coadjuvante                    | Borat Subsequent Moviefilm | Venceu    |
| 2021 | Music City Film Critics Association               | Melhor Atriz Coadjuvante                    | Borat Subsequent Moviefilm | Venceu    |
| 2021 | National Society of Film Critics                  | Melhor Atriz Coadjuvante                    | Borat Subsequent Moviefilm | Venceu    |
| 2021 | New York Film Critics Association                 | Melhor Atriz Coadjuvante                    | Borat Subsequent Moviefilm | Venceu    |
| 2021 | New York Film Critics Online                      | Atriz estreante                             | Borat Subsequent Moviefilm | Venceu    |
| 2021 | North Carolina Film Critics Association           | Melhor Atriz Coadjuvante                    | Borat Subsequent Moviefilm | Indicado  |
| 2021 | North Dakota Film Society                         | Melhor Atriz Coadjuvante                    | Borat Subsequent Moviefilm | Venceu    |
| 2021 | North Texas Film Critics Association              | Melhor Atriz Coadjuvante                    | Borat Subsequent Moviefilm | Indicado  |
| 2021 | North Texas Film Critics Association              | Melhor Estreante                            | Borat Subsequent Moviefilm | Indicado  |
| 2021 | Online Film Critics Society                       | Melhor Atriz Coadjuvante                    | Borat Subsequent Moviefilm | Venceu    |
| 2021 | Óscar                                             | Melhor Atriz Coadjuvante                    | Borat Subsequent Moviefilm | Indicado  |
| 2021 | Philadelphia Film Critics Circle                  | Melhor Atriz Coadjuvante                    | Borat Subsequent Moviefilm | Indicado  |
| 2021 | San Diego Film Critics Society                    | Melhor Atriz Coadjuvante                    | Borat Subsequent Moviefilm | Indicado  |
| 2021 | San Diego Film Critics Society                    | Melhor performance de comédia               | Borat Subsequent Moviefilm | Indicado  |
| 2021 | San Diego Film Critics Society                    | Artista estreante                           | Borat Subsequent Moviefilm | Indicado  |
| 2021 | SAG Awards                                        | Melhor Atriz Coadjuvante                    | Borat Subsequent Moviefilm | Indicado  |
| 2021 | San Francisco Film Critics                        | Melhor Atriz Coadjuvante                    | Borat Subsequent Moviefilm | Indicado  |
| 2021 | Prêmios Satellite                                 | Melhor Atriz em Filme de Comédia ou Musical | Borat Subsequent Moviefilm | Venceu    |
| 2021 | St. Louis Film Critics Association                | Melhor Atriz Coadjuvante                    | Borat Subsequent Moviefilm | Indicado  |